# Scarpetta (roman)
Scarpetta (Scarpetta, dans l'édition originale en anglais) est un roman policier et thriller américain de Patricia Cornwell publié en 2008. C'est le seizième roman de la série mettant en scène le personnage de Kay Scarpetta.

## Résumé
Oscar Bane déclare avoir été blessé lors d'une tentative de meurtre et exige d'être examiné par Kay Scarpetta. Celle-ci s'envole pour New York.

## Éditions
Édition originale américaine
- (en) Patricia Cornwell, Scarpetta, New York, G. P. Putnam's Sons, 2 décembre 2008, 500 p. (ISBN 978-0-399-15516-1, LCCN 2008039573)

Éditions françaises
- Patricia Cornwell et Andrea H. Japp (traductrice) (trad. de l'anglais), Scarpetta [« Scarpetta »], Paris, Éditions des Deux Terres, 18 mars 2009, 503 p. (ISBN 978-2-84893-064-0, BNF 41444753)
- Patricia Cornwell et Andrea H. Japp (traductrice) (trad. de l'anglais), Scarpetta [« Scarpetta »], Paris, Librairie générale française, coll. « Le Livre de poche Thriller » (no 31720), 7 avril 2010, 624 p. (ISBN 978-2-253-12739-0, BNF 42174742)